# Festa di san Sisto
La festa di san Sisto è l'insieme delle devozioni popolari al santo patrono di Alife e Alatri che si estrinsecano durante tutto l'anno e trovano la propria acme nel giorno del mercoledì dopo Pasqua.

## San Sisto I papa: patrono di Alife e di Alatri

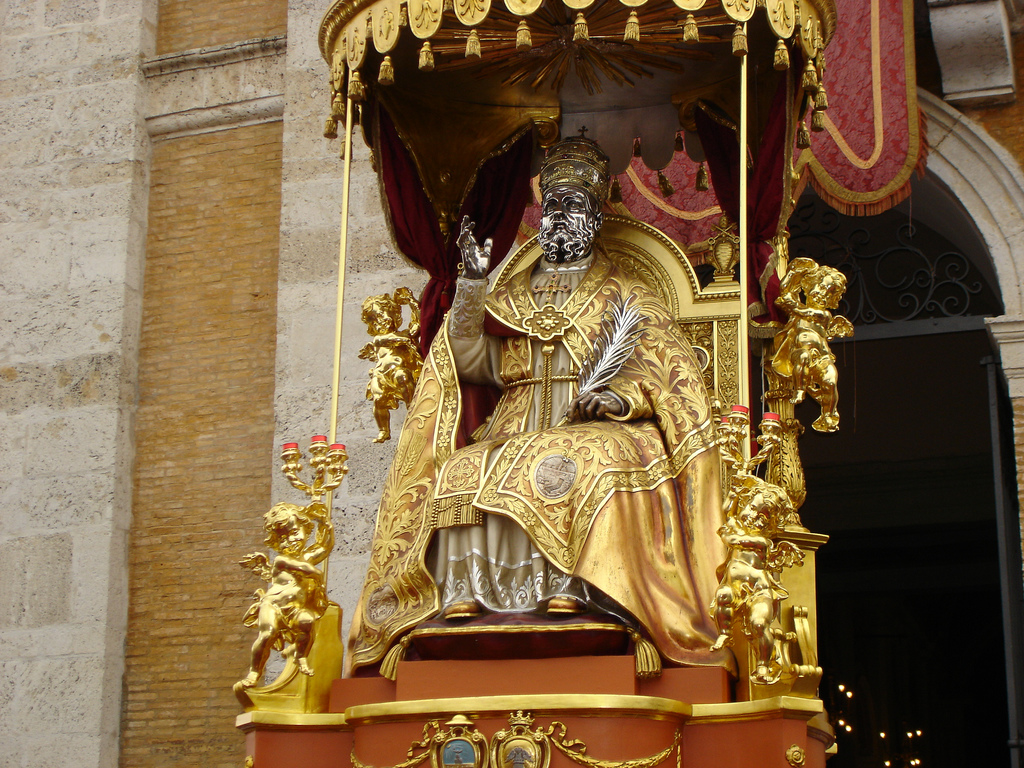
La statua di san Sisto I portata in processione durante la sua celebrazione in Alatri, il mercoledì dopo Pasqua.

Cattedrale di Alife - L'artistico trono (in dialetto locale: tusèllu) innalzato sull'altare maggiore per la festa di san Sisto del 1960.

Secondo l'Historia Allifana dell'abate Alessandro Telesino, nel dicembre 1131, il nobile normanno Rainulfo de Quarrel Drengot, conte di Alife (feudatario anche di Caiazzo, Sant'Agata dei Goti, Airola, Avellino, etc.) si trovava a Roma, alla corte del neoeletto antipapa Anacleto II (Pietro Pierleoni), la cui elezione stessa era stata appoggiata dai Normanni, di contro a quella del papa  ufficiale Innocenzo II (Gregorio Papareschi), eletto qualche mese prima.
In quel periodo la città e la contea di Alife erano attanagliate dalla peste che mieteva vittime in tutta la vallata. 
Per questo Rainulfo, approfittando della sua amicizia con Anacleto, gli chiese le reliquie di un «gran santo» affinché potesse portarle nella sua contea e per intercessione del quale avrebbe chiesto al Signore di far cessare il morbo. Anacleto, nonostante l'amicizia, non si dimostrò molto ben disposto ma proprio mentre il conte era in udienza, arrivò la notizia che nella basilica di San Pietro si era spezzata la trave di una navata laterale finita poi sull'altare contenente le spoglie del pontefice Sisto I, scoperchiandolo. 
Per tale motivo l'urna che conteneva il corpo del pontefice fu temporaneamente tolta dal luogo in cui da secoli riposava (per permettere il ripristino dell'altare) e affidata alla custodia di Anacleto. 
L'avvenimento fu dai credenti considerato un segno del fatto che san Sisto I avesse accolto la richiesta di Rainulfo per essere portato dove c'era più bisogno del suo patrocinio. 
Nel gennaio 1132 Anacleto, segretamente, consegnò le spoglie al conte Rainulfo.
Il racconto della traslazione delle reliquie è comune sia alla tradizione di Alatri che a quella di Alife, almeno finché Rainulfo ripartì da Roma per dirigersi ad Alife. La leggenda alatrense, invece, propone una variazione storicamente non documentata quanto quella alifana che vorrebbe che il conte Rainulfo, partito con un gruppo di vetturiali alifani, mandò avanti un legato a cavallo affinché annunziasse in tempo debito l'arrivo del sacro deposito ai nobili della città, al clero e, soprattutto, al vescovo dell'epoca che si chiamavano Roberto e in modo che si potesse preparare una degna accoglienza.  L'11 gennaio, durante il trasporto delle reliquie, la mula percorreva la via Latina in direzione di Alife: superata la città di Anagni, arrivò ad un bivio dove s'impuntò a svoltare a sinistra, volendo a tutti i costi dirigersi per un'impervia strada in salita che portava all'antica città di Alatri. Il gruppo che scortava l'animale non fu capace di far cambiare direzione all'animale, né con le buone e nemmeno con le bastonate per cui, vedendo in questo atteggiamento dell'animale un ulteriore segno di San Sisto, la lasciarono senza redini e la seguirono. La mula camminò per un bel tratto, lontano dalla via principale, giungendo fin sotto le mura della città di Alatri, fermandosi prima nei pressi dell'Ospedale di San Matteo e dirigendosi poi verso la cattedrale davanti alle cui porte si inginocchiò. La leggenda di Alatri, vuole che agli alifani di scorta, addolorati per la deviazione non programmata, fu dato solo un dito del Santo e che ritornarono mesti, ad Alife. E questa è la versione della tradizione alatrese, in base alla quale ogni nuovo vescovo di Anagni-Alatri, all'atto della prima visita ufficiale, deve montare una mula all'ingresso della città e salire fino alla Cattedrale. La leggenda alifana, invece, non parla affatto della deviazione di percorso fatta dall'animale, ma che la mula arrivò ad Alife nel luogo dove oggi sorge la chiesa di San Sisto Extra Moenia: qui la mula s'inginocchiò su un sasso e, in un bagliore di luce sacra, lasciò impressa su quella pietra l'impronta del suo ginocchio (quel sasso è ancor oggi conservato in quel posto preciso). Sempre secondo la leggenda, non appena le reliquie di san Sisto arrivarono nei pressi delle mura di Alife, immediatamente cessò la peste e il conte, felice di aver fatto questo grande dono agli alifani, immediatamente ordinò la costruzione di una cattedrale, affinché le reliquie fossero accolte, conservate e venerate.

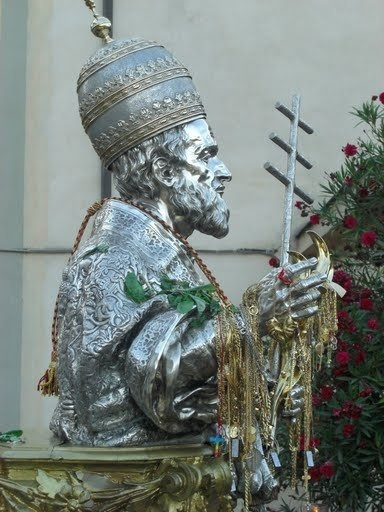
Il busto argenteo di San Sisto I venerato in Alife, qui ritratto durante la tradizionale processione dell'11 agosto, addobbato con parte degli ex voto dei fedeli per grazia ricevuta.

Per qualche anno le reliquie riposarono in quella che oggi è la chiesa di San Sisto Extra moenia, fino all'11 agosto del 1135, quando, nella mattinata, furono solennemente portate in processione nel nuovo tempio. E da allora, da circa un millennio, gli alifani perpetuano la memoria di questo solenne trasferimento delle reliquie: la sera del 10 agosto, intorno alle 21, il busto argenteo di San Sisto viene portato alla chiesa fuori le mura; qui resta tutta la notte, vegliato dal popolo, fino alle 9 del mattino dell'11, quando viene solennemente riportato in Cattedrale, rievocando l'ingresso delle sacre reliquie. Dal medioevo, fino a pochi anni or sono, la questione delle reliquie ha diviso le città di Alife e di Alatri, ognuna delle quali riteneva di detenere per intero il corpo di San Sisto. Recenti studi condotti sia ad Alife che ad Alatri negli anni '80, sono del parere che entrambe le città hanno il 50% del corpo del Santo.
E così, dopo aver effettuato anche un gemellaggio nel 1984 tra le due diocesi, la comune devozione per il santo pontefice Sisto I ha fatto sì che un gruppo di alifani si rechi in visita ufficiale ad Alatri il mercoledì in Albis e, allo stesso modo, gli Alatresi si rechino ad Alife nel pomeriggio del 10 agosto per trattenersi ad Alife durante i giorni della festa.

## La Statua
Ad Alatri si conserva una grande effigie di San Sisto, il cui volto argentato fu disegnato nel 1584 da mons. Ignazio Danti.
Ad Alife un busto argenteo dei maestri argentieri del seicento napoletano fu trafugato nel maggio del 1984: nel 1986, due artisti alifani, i fratelli Gianni e Alessandro Parisi, sulla scorta di fotografie e documenti, hanno realizzato una copia del busto argenteo molto simile all'originale che è stato, così, restituito alla devozione popolare.